# ماجراجویی‌های تینی تون: گنج پنهان باستر
ماجراجویی‌های تینی تون: گنج پنهان باستر (به انگلیسی: Tiny Toon Adventures: Buster's Hidden Treasure) یک بازی ویدئویی در ژانر سکوبازی است که توسط کونامی توسعه یافت و در سال ۱۹۹۳ برای پلت‌فرم سگا مگا درایو منتشر شد.
این بازی در ایران تحت عناوین "بازی خرگوش سگا" و "بازی خرگوش هویج‌خور" معروف است و یکی از بازی‌های بسیار مشهور کنسول سگا مگا درایو است که تعداد بسیار زیادی مرحله با تنوع زیاد دارد.
این بازی براساس یک مجموعه انیمیشن به همین نام ساخته شده است و شخصیت خرگوش مذکر در این بازی و انیمیشن آن، باستر بانی نام دارد که شخصیت مشهور باگز بانی استاد و مربی او است.